# Sophie Blandinières
Pour les articles homonymes, voir Blandinières.
Sophie Blandinières est une écrivaine française.

## Biographie
Sophie Blandinières a été professeure et journaliste avant de devenir prête-plume pour Patricia Kaas, Yves Rénier, Charles Berling, Roselyne Bachelot, et d’autres dont elle s’est engagée à ne jamais divulguer les noms. Au total, elle compte plus de 50 ouvrages à son actif. 
Elle a également publié sous son nom deux livres : Le sort tomba sur le plus jeune (Flammarion) qui a obtenu le prix Françoise-Sagan et La Chasse aux âmes (Plon) sur le ghetto de Varsovie.

## Œuvres

### Romans
- Le sort tomba sur le plus jeune[4], Flammarion, 2019
- La chasse aux âmes[5], Plon, 2020

### Collectif
- Lettre à ce prof qui a changé ma vie, Pocket, 2020

### Témoignages en collaboration
- avec Fatou Biramah, Négresse, éditions Privé, 2006
- avec Yves Rénier, Et si je m'étais trompé de vie…, Michel Lafon, 2008
- avec Faudel, Itinéraire d'un enfant de cité, Michel Lafon, 2008
- avec Sheryfa Luna, T'étais déjà là mon fils, mais... : Histoire d'un déni de grossesse, Michel Lafon, 2009
- avec Léo Bardon, Annie, te souviens-tu..., Michel Lafon, 2009
- avec Charles Berling, Aujourd'hui, maman est morte, Flammarion, 2011
- avec Fatima, Esclave à 11 ans, Flammarion, 2011
- avec Patricia Kaas, L'ombre de ma voix, Flammarion, 2011
- avec Sylvia Peromingo, Je suis morte ce jour-là, Flammarion, 2013
- avec Lyes Louffok, Dans l’enfer des foyers, Flammarion, 2014
- avec Ahmed Dramé, Nous sommes tous des exceptions, Fayard, 2014
- avec Jean-Pierre Darroussin, Et le souvenir que je garde au cœur, Fayard, 2015
- avec Seaade Besbiss, Je voulais juste être gendarme, Fayard, 2016
- avec Jean-Paul Belmondo, Mille vies valent mieux qu'une, Fayard, 2016
- avec Coco Brac de la Perrière, Tout est sérieux mais rien n'est grave, Mazarine, 2017
- avec avec Samuel Grzybowski, Fraternité radicale : témoignage, Les Arènes, coll. « Ils changent le monde », 2018 (ISBN 978-2-35204-744-5)
- avec Lyes Louffok, Si les enfants votaient : Plaidoyer pour une politique de l'enfance, Harper Collins, 2022
- avec Ali Watani, Les Soldats d'Allah, Robert Laffont, 2022
- avec Fabien Azoulay, Istanbul, dernier arrêt : Quatre ans dans les prisons turques, Stock, 2023
- avec Chloé Vienne, Serial Miller, Stock, 2024

## Prix et récompenses
- Prix Françoise-Sagan en 2019[6]
- Prix de soutien à la création littéraire de la Fondation Simone et Cino Del Duca (Institut de France) en 2020